# Carbono orgánico total
Carbono orgánico total (COT; o también TOC por su nombre en inglés, Total Organic Carbon) es la cantidad de carbono que se encuentra formando parte de sustancias químicas orgánicas presentes en una muestra. Se utiliza frecuentemente como un indicador no específico de calidad del agua o del grado de limpieza de los equipos de fabricación de medicamentos. Se mide por la cantidad de dióxido de carbono que se genera al oxidar la materia orgánica en condiciones especiales. La medida del Carbono Orgánico Total está considerado como el mejor medio para evaluar el contenido orgánico de una muestra de agua, ya que en la actualidad  existen métodos de análisis que en su mayor parte garantizan  la oxidación total de la materia orgánica para producir dióxido de carbono, mucho más preciso que otros métodos de estimación de la materia orgánica basados en la demanda de oxígeno (Demanda Química de Oxígeno, DQO y Demanda Biológica de Oxígeno, DBO).
El análisis más conocido del COT mide tanto el carbono total (CT) presente como el carbono inorgánico total (CIT), ya que restando el Carbono total del Carbono inorgánico total obtenemos el Carbono orgánico total. 
{\displaystyle COT(Carbono\;Org{\acute {a}}nico\;Total)=\ CT(Carbono\;Total)\ -\ CIT(Carbono\;Inorg{\acute {a}}nico\;Total)}
o bien, con la terminología inglesa
{\displaystyle TOC(Total\;Organic\;Carbon)=\ TC(Total\;Carbon)\ -\ TIC(Total\;Inorganic\;Carbon)}
Otra variante común de los análisis de COT implica eliminar la fracción de carbono inorgánico en primer lugar y luego medir el Carbono restante que será el COT. Esta metodología implica purgar una muestra acidificada con aire libre de carbono o con nitrógeno antes de la medida, y así el valor obtenido se puede denominar carbono orgánico no purgable (CONP, o NPCO en inglés).

## Análisis de Carbono Orgánico Total (COT)

### Ámbito medioambiental
Desde comienzo de los años 1970, se ha reconocido la medida del COT como una técnica analítica para comprobar la calidad del agua durante el proceso de purificación del agua de bebida. El COT en las fuentes de agua procede de la materia orgánica natural en descomposición y de compuestos químicos sintéticos. Ácido húmico, ácido fúlvico, aminas, y urea son algunos tipos de materia orgánica natural, MON (o bien NOM en inglés). Detergentes, pesticidas, fertilizantes, herbicidas, compuestos químicos industriales, y compuestos orgánicos clorados son ejemplos de fuentes sintéticas. Antes de que el agua de manantial sea tratada mediante  desinfección, el COT proporciona un papel importante en la cuantificación de la cantidad de materia orgánica natural en el agua de manantial. En las instalaciones de tratamiento de aguas, el agua sin tratar está expuesta a reacciones con desinfectantes que contienen cloruros.  Cuando el agua sin tratar está clorada, los compuestos de cloro activo (Cl2, HOCl, ClO-) reaccionan con la materia orgánica natural para producir subproductos clorados de la desinfección (DBPs en inglés). Muchos investigadores han determinado que niveles más altos de MON en el agua a tratar en el proceso de desinfección incrementará la cantidad de carcinógenos en el agua de bebida procesada. Tras la aplicación de la Ley por el Agua de Bebida Segura (Safe Drinking Water Act) en Estados Unidos, el análisis de COT emergió como una alternativa rápida y segura a las clásicas pero lentas pruebas de la demanda bioquímica de oxígeno (DBO) y de la demanda química de oxígeno (DQO), tradicionalmente reservados para evaluar la contaminación potencial de las aguas residuales. Actualmente, las agencias medioambientales regulan los límites superiores de DBPs en el agua de bebida.  Métodos analíticos recientemente publicados, tales como el método 415.3 o la regla D/DBP de la United States Environmental Protection Agency (EPA) regulan la cantidad de MON para prevenir la formación de DBP en las aguas tratadas.

### Ámbito farmacéutico
La introducción de materia orgánica en los sistemas de abastecimiento no solamente ocurre a partir de los organismos vivos y de la materia en descomposición de las aguas de manantial, sino también de los materiales de los sistemas de purificación de agua y de distribución. Puede existir una relación entre endotoxinas, crecimiento microbiano, y el desarrollo de biopelículas en las paredes de las tuberías y crecimiento de biopelículas en los sistemas de distribución farmacéutica. Se cree que existe una correlación entre concentraciones de COT y niveles de endotoxina y microbios.   El mantenimiento de bajos niveles de COT ayuda a controlar los niveles de endotoxinas y microbios y así prevenir el desarrollo de biopelículas. La United States Pharmacopoeia (USP), European Pharmacopoeia (EP) y la Japanese Pharmacopoeia (JP) consideran el COT como una prueba requerida para el agua purificada y para el agua para inyectables. Por esta razón, el COT ha sido aceptado como un atributo de control de procesos en la industria de la biotecnología para monitorizar el rendimiento de las unidades operativas como las de los sistemas de purificación y distribución. Como muchas de estas operaciones de biotecnología incluyen la preparación de medicinas, la U.S. Food and Drug Administration (FDA) y los organismos similares en otros países (Agencia europea de medicamentos, Agencia española de medicamentos y productos sanitarios) promulgan numerosas regulaciones para proteger la salud del público y asegurar que se mantiene la calidad del producto. Para asegurar que no hay contaminación cruzada entre las líneas de producción de diferentes drogas, se realizan varios procedimientos de limpieza. Los niveles de concentración de COT se usan para rastrear el éxito de esos procesos de validación de limpieza, especialmente los llamados de limpieza en el sitio o clean-in-place (CIP).

### Ámbito de microelectrónica
Durante el proceso de fabricación de semiconductores, aparece cierto nivel de contaminación orgánica procedente de múltiples fuentes. Los residuos orgánicos que quedan en el dispositivo pueden tener un efecto negativo en la calidad de la placa y afectar a su rendimiento. Los residuos orgánicos también pueden ser una fuente de alimento para las bacterias en el sistema de agua ultrapura. Debido a los requisitos de calidad del agua para semiconductores, el COT debe controlarse al nivel de partes por billón. Por ello, los analizadores de COT, en continuo y en línea, desempeñan un papel importante en la supervisión de los sistemas de agua para ayudar a proporcionar una indicación fiable de la salud del sistema.

## Medida del COT

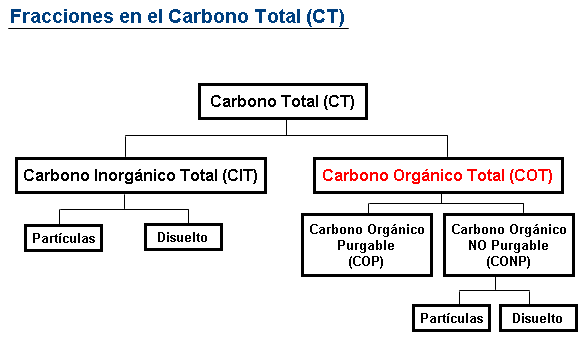
Figura 1: Fracciones del Carbono Total (CT), mostrando los componentes del Carbono Orgánico Total (COT)

Para comprender mejor el análisis, es necesario conocer algunos términos básicos y su relación con los demás (Figura 1)
- Carbono Total (CT); en inglés, Total Carbon-TC. Todo el carbono contenido en la muestra, tanto inorgánico como orgánico.
- Carbono Inorgánico Total (CIT); en inglés, Total Inorganic Carbon-TIC. A menudo llamado Carbono inorgánico (CI) (en inglés IC-Inorganic carbon), carbonato, bicarbonato, y  dióxido de carbono disuelto (CO2). Es el material derivado de fuentes no ligadas a los seres vivos.
- Carbono Orgánico Total (COT); en inglés, Total Organic Carbon-TOC.  Es el material derivado de la descomposición de las plantas, el crecimiento bacteriano y las actividades metabólicas de los organismos vivos, o de compuestos químicos.
- Carbono Orgánico No Purgable (CONP); en inglés, Non-Purgeable Organic Carbon (NPOC). Habitualmente denominado COT (TOC en inglés); es el carbono orgánico remanente en una muestra acidificada con ácido fosfórico después de purgar la muestra con gas.
- Carbono Orgánico Purgable (volátil) (COP); en inglés, Purgeable Organic Carbon (POC). Es el carbono orgánico que ha sido eliminado de una muestra neutra o acidificada, tras el purgado con un gas inerte. Esta fracción contiene los compuestos llamados Compuestos Orgánicos Volátiles (COV) y habitualmente determinados por cromatografía de gases, método de purga y trampa.
- Carbono Orgánico Disuelto (COD); en inglés, Dissolved Organic Carbon (DOC). Es el carbono orgánico remanente en una muestra después de filtrar la misma, típicamente usando un filtro de 0,45 micrómetros.
- Carbono Orgánico Suspendido,  también llamado particulado y en inglés, Particulate Organic Carbon (PtOC). Es el carbono orgánico en forma de partículas suspendidas demasiado grandes para atravesar el filtro..

Ya que todos los analizadores de COT, solo miden actualmente el CT, el análisis de COT requiere siempre una cuantificación del carbono inorgánico que siempre está presente. Una técnica de análisis requiere un proceso en dos etapas denominado CT-CIT. Se mide la cantidad de carbono inorgánico (CIT) generado a partir de una muestra alícuota acidificada, y también la cantidad de Carbono Total (CT) presente en la muestra. El COT se calcula por diferencia de dichos valores. 
{\displaystyle COT(Carbono\;Org{\acute {a}}nico\;Total)=\ CT(Carbono\;Total)\ -\ CIT(Carbono\;Inorg{\acute {a}}nico\;Total)}
Otra variante emplea la acidificación de la muestra para generar dióxido de carbono y medirlo como carbono inorgánico (CIT), luego se oxida y se mide el Carbono Orgánico No Purgable (CONP). Este método se llama CIT-CONP (en inglés, análisis TIC-NPOC. 
Un método más común mide directamente el COT de la muestra por acidificación de la misma hasta un pH de 2 o menor para liberar el carbono inorgánico gaseoso directamente al aire pues en este caso no se mide. El gas CO2 remanente no purgable (CONP) contenido en la parte alícuota de líquido es luego oxidado, liberando los gases que ahora sí son enviados al detector para su medida.
Si el análisis de COT se hace por alguno de los métodos CT-CIT o CIT-CONP, puede descomponerse en tres fases:
1. Acidificación
2. Oxidación
3. Detección y Cuantificación

La primera etapa es la acidificación de la muestra para la eliminación de los gases del CIT y del Carbono orgánico purgable.  La liberación de estos gases en eldetector para su medida o eliminados al aire depende del tipo de análisis que sea de interés, ya sea el más antiguo CT-CIT o el más reciente COT (CONP).  

### Acidificación
La eliminación y descarga de los gases del CIT y del Carbono orgánico purgable a partir de la muestra líquida por acidificación y borboteo se lleva a cabo del siguiente modo.
{\displaystyle HCO_{3}^{-},\quad CO_{3}^{2-},\quad CO_{2},\quad COP\quad {\xrightarrow[{gas\ de\ arrastre,\quad {\acute {a}}cido}]{\quad }}\quad CO_{2},\quad COP}

### Oxidación
Y sus elementos por el cual se produce son :
1. Combustión a alta temperatura
2. Oxidación catalítica a alta temperatura (HTCO, High Temperature Catalytic Oxidation)
3. Fotooxidacion por sí sola
4. Oxidación termoquímica
5. Oxidación fotoquímica
6. Oxidación electrolítica

#### Combustión a alta temperatura
Las muestras preparadas sufren una combustión a 1,350.o C en atmósfera rica en oxígeno. Todo el carbono presente se convierte en dióxido de carbono, fluye a través de tubos lavadores de gas o scrubbers para eliminar las interferencias tales como cloro gaseoso, y vapor de agua, y el dióxido de carbono se mide ya sea por absorción sobre una base fuerte que luego es pesada, o usando un detector Infrarrojo. La mayoría de los analizadores modernos emplean Infrarrojo No-dispersivo (en inglés, Non-Dispersive InfraRed-NDIR) para detección del dióxido de carbono. En comparación con la oxidación catalítica convencional a alta temperatura, la gran ventaja del método de combustión es el alto poder de oxidación que se consigue, por lo que los catalizadores promotores de la oxidación son superfluos.

#### Oxidación catalítica a alta temperatura
Un proceso manual o automatizado inyecta la muestra sobre un catalizador de platino a 680.o C en atmósfera rica en oxígeno.  La concentración del dióxido de carbono generado se mide con un detector de Infrarrojo No Dispersivo (en inglés, Non-Dispersive InfraRed-NDIR).
La oxidación de la muestra es completa después de su inyección en un horno, convirtiéndose todo el material oxidable de la muestra en forma gaseosa.  Un gas de arrastre transporta el CO2, a través de una trampa de humedad y tubos lavadores de haluro para eliminar el vapor de agua y los haluros de la corriente de gas antes de que alcance el detector. Estas substancias pueden interferir la detección del CO2 gas. El método HTCO puede ser útil en esas aplicaciones en las que es difícil oxidar los compuestos, o cuando están presentes compuestos orgánicos de gran  masa molecular, porque ello proporciona la oxidación casi completa de los compuestos orgánicos, incluidos los sólidos y las partículas suficientemente pequeñas para ser introducidos en el horno. La principal desventaja del análisis HTCO es su línea base inestable resultado de la acumulación gradual de residuos no volátiles dentro del tubo de combustión. Estos residuos cambian continuamente los niveles de fondo de COT requiriendo una continua corrección del fondo. Debido a que las muestras en solución acuosa son inyectadas directamente en un horno muy caliente, habitualmente de cuarzo, solo pueden manejarse pequeñas cantidades alícuotas de muestra (menos de 2 mililitros y habitualmente menos de 400 microlitros) por lo que estos métodos son menos sensibles que los métodos de oxidación química capaces de digerir muestras hasta 10 veces mayores. Por otra parte, las sales contenidas en las muestras no sufren la combustión, y así, se genera gradualmente un residuo dentro del tubo de combustión que acaba obstruyendo o saturando los catalizadores. Esto origina pobres resultados y pérdida de precisión y exactitud, a menos que se sigan los procedimientos de mantenimiento adecuados. El catalizador debe regenerarse o sustituirse cuando sea necesario. Para evitar este problema, la industria manufacturera ha desarrollado varios conceptos, como la separación de matrices, los reactores cerámicos, un mejor control del proceso o métodos alternativos que no emplean catalizadores.

#### Fotooxidación (Luz Ultravioleta-UV)
En este esquema de oxidación, la luz ultravioleta oxida por sí sola el carbono de la muestra para producir CO2. El método de oxidación UV asegura el método de bajo mantenimiento más fiable para analizar COT en aguas ultrapuras.  

#### Oxidación UV/química (Persulfato)
Como el método de fotooxidación, la luz UV es el oxidante pero el poder de oxidación de la reacción se amplifica por la adición de un oxidante químico, que usualmente es un compuesto de persulfato. El mecanismo de las reacciones es el que sigue:
{\displaystyle Radicales\,libres\,oxidantes\,formados}
{\displaystyle S_{2}O_{8}^{2-}\quad \quad {\xrightarrow[{\quad h\nu \quad }]{\quad }}\quad 2\,SO_{4}^{-\bullet }}
{\displaystyle H_{2}O\quad \quad {\xrightarrow[{\quad h\nu \quad }]{\quad }}\quad H^{+}\,+\,OH^{\bullet }}
{\displaystyle SO_{4}^{-\bullet }\,+\,H_{2}O\quad \quad {\xrightarrow[{\quad h\nu \quad }]{\quad }}\quad SO_{4}^{2-}\,+\,OH^{\bullet }\,+\,H^{+}}
{\displaystyle Excitaci{\acute {o}}n\,de\,compuestos\,org{\acute {a}}nicos}
{\displaystyle R\quad \quad {\xrightarrow[{\quad h\nu \quad }]{\quad }}\quad R^{*}}
{\displaystyle Oxidaci{\acute {o}}n\,de\,compuestos\,org{\acute {a}}nicos}
{\displaystyle R\,+\,SO_{4}^{-\bullet }\,+\,OH^{\bullet }\quad \quad {\xrightarrow[{\quad h\nu \quad }]{\quad }}\quad n\,CO_{2}\,+\,...}
El método de oxidación UV-química ofrece un mantenimiento relativamente bajo y alta sensibilidad para un amplio rango de aplicaciones. Sin embargo, hay limitaciones en la oxidación para este método. Las limitaciones incluyen las imprecisiones asociadas con la adición de cualquier sustancia extraña en el analito y muestras con gran cantidad de partículas no disueltas. Realizando análisis del "blanco del sistema", que consiste en analizar y luego sustraer la cantidad de carbono a la que contribuye el aditivo químico, las imprecisiones disminuyen. Sin embargo, análisis de niveles por debajo de 200 ppb de COT son todavía difíciles.

#### Oxidación termoquímica (Persulfato)
También llamada del persulfato calentado, el método emplea la misma formación de radicales libres que la oxidación UV-persulfato excepto que usa el calor para magnificar el poder oxidante del persulfato. La oxidación química del carbono con un oxidante fuerte, como el persulfato, es altamente eficiente, y a diferencia del UV, no es susceptible a las recuperaciones más bajas causadas por la turbidez en las muestras. El análisis de los blancos del sistema, necesario en todos los procedimientos químicos, es especialmente necesario con los métodos COT del persulfato calentado porque el método es tan sensible que los reactivos no pueden ser preparados con contenidos de carbono suficientemente bajos para no ser detectados. Los métodos del persulfato se usan en el análisis de aguas residuales, agua de bebida y agua farmacéutica. Cuando se emplea en conjunción con los sensibles detectores NDIR, los instrumentos que emplean este método fácilmente miden COT del orden de unos pocos ppb hasta cientos de ppm en función de los volúmenes de muestra.

### Detección y cuantificación
La detección y cuantificación precisas son los componentes más vitales de los procesos de análisis de COT. La medida de conductividad y el uso de detectores de Infrarrojo No-dispersivo (NDIR) son los dos métodos de detección más comunes empleados en los modernos analizadores de COT.

#### Conductividad
Hay dos tipos de detectores de conductividad: directa y de membrana. La conductividad directa proporciona un medio simple y barato de medir el CO2. Este método consigue una buena oxidación de los compuestos orgánicos, no emplea gas de arrastre, y es bueno en el rango de las ppb, pero tiene un rango analítico muy limitado. La conductividad de membrana depende de la misma tecnología que la conductividad directa, y se resiente por su lento tiempo de análisis. Ambos métodos analizan la conductividad antes y después de la oxidación, atribuyendo esta medida diferencial al COT de la muestra. Durante la fase de oxidación de la muestra, el CO2 (directamente relacionado con el COT de la muestra). El CO2 disuelto forma un ácido débil, cambiando así la conductividad de la muestra original proporcionalmente al COT que contiene. El análisis de conductividad supone que solamente el CO2 está presente en la disolución. Siempre que esto sea verdad, el cálculo del COT por medida diferencial será válido. Sin embargo, dependiendo de las especies químicas presentes en la muestra y de sus productos individuales de oxidación, puede presentar interferencias positivas o negativas en el valor real del COT, resultando un error analítico. Algunas de las especies químicas que interfieren son: Cl-, HCO3-, SO32-, SO2-, ClO2-, and H+. Cambios pequeños en el pH y fluctuaciones de temperatura también contribuyen a la imprecisión. Los analizadores de conductividad de membrana han mejorado el enfoque de la conductividad directa incorporando el uso de membranas permeables al gas de tipo hidrófobo, para permitir un paso más selectivo del gas CO2 disuelto y nada más. Esto proporciona una medición más precisa y exacta de los compuestos orgánicos convertidos en CO2. Mientras esto ha resuelto algunos problemas, las membranas tienen sus propias limitaciones particulares, como una selectividad verdadera, la obstrucción  y, de modo menos detectable, suministran sitios secundarios para otras reacciones químicas, que son propensas a mostrar “falsos negativos,” una condición mucho más grave que los "falsos positivos" en aplicaciones críticas. 

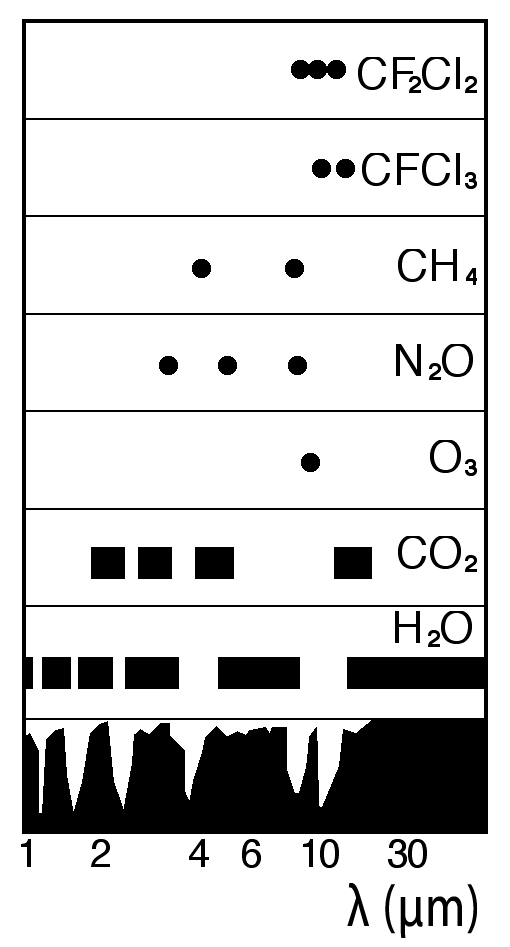
Figura 3: Espectro de absorción IR del CO_{2} y otros gases, mostrando la región específica en torno a 4,26 µm

Microescapes, problemas de flujo, sitios muertos, crecimiento bacteriano (bloqueo) son algunos problemas potenciales. Lo más desconcertante es la incapacidad de los métodos de membrana de recuperarse para un funcionamiento operativo después de una sobrecarga, o sea, si se presenta la condición de desbordamiento (spill) por superación del rango del instrumento, a menudo se tardarán horas en volver a un servicio fiable y recalibración, justamente cuando la precisión de los análisis de COT es más crítica para los operadores de control de calidad.

#### Infrarrojo no dispersivo (NDIR)
El método de análisis por Infrarrojo no dispersivo (NDIR) ofrece el único método práctico libre de interferencia para detectar CO2 en el análisis de COT. La principal ventaja de usar este método es que mide el CO2 generado por oxidación del carbón orgánico, de modo directo y específico, en el reactor de oxidación, mejor que depender de la medida de un efecto secundario, corregido, como el usado en las medidas de conductividad.
Un detector NDIR tradicional depende de la tecnología de flujo a través de la célula; el producto de oxidación fluye continuamente dentro y fuera del detector. Una región de absorción de la luz infrarroja específica del CO2, habitualmente en torno a 4.26 µm (2350 cm−1), se mide al mismo tiempo que el gas fluye a través del detector. El espectro de absorción infrarrojo del  CO2 y de otros gases se muestra en la figura 3. 
Se toma también una segunda medida de referencia que no es específica del CO2 y el resultado diferencial se correlaciona con la concentración de CO2 en el detector en ese instante. Como el gas continúa fluyendo dentro y fuera de la célula del detector, la suma de las medidas es un pico en la gráfica que se integra y correlaciona con la concentración total de CO2 en la parte alícuota de la muestra.

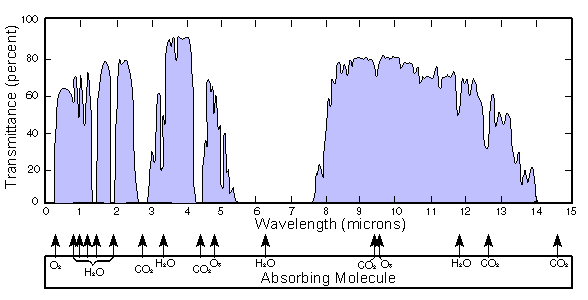
Figura 4: Gráfica de transmitancia atmosférica en parte de la región IR mostrando las longitudes de onda en las que absorbe el CO_{2}

Avances Recientes en tecnología NDIR

Un nuevo avance en la tecnología NDIR (Infrarrojo No dispersivo es el método SPC (Concentración presurizada estática) 
La válvula de salida del analizador NDIR está cerrada para permitir al detector estar presurizado. Una vez que los gases en el detector han alcanzado el equilibrio químico, se analiza la concentración de CO2.  Esta presurización de la corriente de gas de la muestra es una técnica pendiente de patentar y permite aumentar la sensibilidad y precisión midiendo la totalidad de los productos de la oxidación de la muestra en una única lectura, comparado con la tecnología de flujo a través de la célula. La señal de salida es proporcional a la concentración de CO2 en el gas de arrastre, a partir de la oxidación de la muestra. La oxidación UV/Persulfato combinada con la detección NDIR proporciona una buena oxidación de los compuestos orgánicos, bajo mantenimiento del instrumento, buena precisión y niveles de ppb, tiempo de análisis de la muestra relativamente rápido y por ello se acomoda fácilmente a múltiples aplicaciones, incluyendo análisis de agua purificada, agua para inyección, agua de bebida y aguas ultrapuras

## Analizadores de Carbono orgánico total (COT)
Un analizador de COT determina la cantidad de carbono en una muestra de agua. Acidificando la muestra y arrastrando con nitrógeno o helio, la muestra elimina todo el carbono inorgánico, dejando solo el carbono orgánico para ser medido. Los analizadores de COT son usados como un test de la pureza ya que las bacteria introducen carbono orgánico. 
Prácticamente todos los analizadores de COT miden el CO2 formado cuando el carbono se oxida y/o cuando el carbono inorgánico se acidifica. La oxidación se realiza o bien mediante combustión catalizada con platino, con persulfato en caliente o en un reactor de luz UV con persulfato de sodio. una vez que se forma el CO2, se mide mediante un detector: ya sea una célula de conductividad (si el CO2 está en fase acuosa) o en una célula de Infrarrojo no dispersivo, NDIR, (después de purgar el CO2 a la fase gaseosa. Los modernos analizadores de alto rendimiento son capaces de detectar concentraciones muy por debajo de 1 µg/L (1 parte por billón o ppb).

### Analizadores de combustión
En un analizador de combustión, la mitad de la muestra se inyecta en una cámara donde se acidifica, normalmente con ácido fosfórico, para convertir todo el carbono inorgánico en dióxido de carbono como indica la reacción::
CO2 + H2O ↔ H2CO3 ↔ H+ + HCO3- ↔ 2H+ + CO32-
Esto luego se envía a un detector para medida. La otra mitad de la muestra se inyecta en una cámara de combustión que es mantenida a 600–700 °C, llegando a veces incluso hasta 1200 °C. Aquí, todo el carbono reacciona con oxígeno formando dióxido de carbono. Este gas fluye hasta una cámara de enfriamiento y finalmente llega a un detector, que suele ser un espectrofotómetro Infrarrojo No dispersivo. La cantidad de carbono orgánico total se determina restando el carbono total menos el carbono inorgánico.  
Para la determinación de materia orgánica en suelos, son muy usados el método de Walkley-Black o de la combustión húmeda y el método de Walkley-Black modificado por valoración potenciométrica.

### Analizadores de oxidación química
Los analizadores de oxidación química inyectan la muestra en una cámara con ácido fosfórico seguido por persulfato. El análisis se separa en dos fases. En la primera fase se elimina el carbono inorgánico por acidificación y purga de los gases formados. Después de la eliminación del carbono inorgánico, se añade persulfato y la muestra se calienta o se irradia con luz ultravioleta de una lámpara de vapor de mercurio. Se forman radicales libres procedentes del persulfato que reaccionan con cualquier clase de carbono hasta formar dióxido de carbono. El dióxido de carbono formado en ambas fases o bien se hace pasar a través de membranas para medir los cambios de conductividad eléctrica que resultan de la presencia de cantidades variables de carbono, o se purga hacia un sensible detector NDIR. Igual que en el analizador de combustión, la diferencia entre el carbono total y el carbono inorgánico da una buena estimación del COT contenido en la muestra. Este método se emplea a menudo en aplicaciones en línea por sus bajos requerimientos de mantenimiento. Por ejemplo el Biotector en línea es una aplicación de este método. 

## Aplicaciones
- Exploración de petróleo: La medida del COT es el primer análisis químico que se realiza para medir el petróleo potencial en la roca madre.
- Tratamiento de aguas:  Es muy importante detectar los contaminantes en el agua de bebida, agua de enfriamiento, agua usada en la fabricación de semiconductores y agua para uso farmacéutico. Los análisis se hacen como una medida continua en línea o como un análisis de laboratorio.
- Otros usos: La detección de COT es una medida importante debido a los efectos que puede tener sobre el medio ambiente, salud humana y procesos de fabricación.

La medida del COT es una medida altamente sensible y no específica de todos los compuestos orgánicos presentes en una muestra. Puede usarse para regular la descarga de materia orgánica en el medio ambiente en las plantas de procesado. Además, bajos niveles de COT pueden confirmar la ausencia de compuestos químicos orgánicos potencialmente peligrosos en el agua usada en la elaboración de fármacos. El análisis de COT es también de interés en el campo de la purificación de agua destinada a desinfección de subproductos.